# Mohsen Melliti
Mohsen Melliti (Bourouis, 1967) è uno scrittore, regista sceneggiatore tunisino.

## Biografia
Si trasferisce a Roma nel 1989. Nel 1991 scrive il romanzo Pantanella canto lungo la strada, ambientato nell'ex pastificio romano Pantanella e originariamente scritto in arabo, considerato uno dei primi testi della letteratura della migrazione italiana. Il romanzo è seguito dal successivo I bambini delle rose (1995). 
Debutta come regista e sceneggiatore con il film Io, l'altro (2006) con Raoul Bova.

## Opere
- Pantanella. Canto lungo la strada, Edizioni Lavoro, 1992
- I bambini delle rose, Edizioni Lavoro, 1995

## Filmografia
- L'uomo che voleva diventare cane  - cortometraggio (1999)
- Io, l'altro (2006)
- L'inizio di niente, episodio del film All Human Rights for All - documentario (2008)